# فهرست روستاهای شهرستان کارون
روستاهای زیر در شهرستان کارون قرار دارند.
- ابودبس
- عمیره
- علوه
- استیشن
- بیمارستان ریوی
- اسلام‌آباد دو
- غزاویه کوچک
- جنگیه
- کواتر
- کوت سید صالح
- کوی ولی‌عصر
- مظفریه
- قلعه‌حاجی‌مزید
- شلحه فاضلی
- تأسیسات کوت امیر
- وعیلیه
- العقدا
- اعضب
- بالدیه
- حنیطه
- جمال‌آباد
- خسرویه
- خویسه
- ملچ کوچک
- قدر
- قلعه‌چنعان
- ابوناگه
- عطیش
- بحره
- اسلام‌آباد
- خنضیری
- خضریه
- مگتوع
- مبارکی دو
- مبارکی سه
- قلعه‌طرفی
- شریف‌آباد
- سویسه سادات
- سویسه صالح
- سویسه سه
- طویل
- یربا
- ابومشیلش
- بهر
- بریچه
- چمیان
- اسماعیلیه دو
- اسماعیلیه یک
- فارسیات بزرگ
- فارسیات کوچک
- غزاویه بزرگ
- موران
- عمیشیه بزرگ
- طرفایه